# アイヒラー・志村同型
数学において、アイヒラーコホモロジー (Eichler cohomology) （また、放物型コホモロジー (parabolic cohomology) やカスプコホモロジー (cuspidal cohomology) とも呼ぶ）は、フックス群 (Fuchsian group) のコホモロジー論であり、 Eichler (1957)により導入された。このコホモロジー論は、通常のコホモロジー群の中のコンパクト台を持つコホモロジー(cohomology with compact support)の像に類似な群コホモロジーの変形である。アイヒラー・志村同型 (Eichler–Shimura isomorphism) は、複体のコホモロジーとしてアイヒラーにより導入され、実コホモロジーに対し Shimura (1959)で導入され、アイヒラーコホモロジー群とカスプ形式の空間の間の同型写像である。(Gunning 1961)に述べてあるように、係数として実数でも複素数でも使うことができ、アイヒラーコホモロジーでも通常の群コホモロジーでも使うことができるので、アイヒラー・志村同型はいくつかの変形がある。実コホモロジーの代わりに、l-進コホモロジーを使うアイヒラー・志村同型もあり、そこではカスプ形式の係数とこれらの群上に作用するフロベニウス写像の固有値の間を関連付ける。このことを使い、Deligne (1971)は、後に証明したヴェイユ予想へラマヌジャン予想を帰着させた。

## アイヒラーコホモロジー
G をフックス群(Fuchsian group)とし、M をその表現とすると、アイヒラーコホモロジー群 
{\displaystyle H_{P}^{1}(G,M)} は {\displaystyle H^{1}(G,M)} から {\displaystyle \prod _{c}H^{1}(G_{c},M)} への写像の核として定義される。ただし積は G の基本領域のカスプ c を渡る積をとり、{\displaystyle G_{c}} はカスプ c を固定する部分群である。